# Saison 2 de Sous le soleil de Saint-Tropez
Chronologie
Saison 1 -
La deuxième saison de   Sous le soleil de Saint-Tropez, série télévisée française créée par Pascal Breton, est diffusée à partir du 2 février 2014 sur la chaine TMC le dimanche soir (épisodes 1 à 7) puis le samedi soir (épisodes 8 à 16). 
Le tournage s'est déroulé du 23 septembre 2013 au 4 novembre 2013.

## Distribution

### Distribution principale
- Adeline Blondieau : Caroline Drancourt
- Tom Leeb : Tom Devos
- Nadège Lacroix : Lisa
- Joséphine Jobert : Roxanne
- Frédéric Deban : Grégory Lacroix
- Christine Lemler : Valentine Chardin
- Lionel Auguste : Mathias Perry
- Flavie Péan : Axelle
- Nicolas Van Beveren : Sylvain Lacroix

### Distribution secondaire
- Géraldine Adams : Émilie Drancourt
- Audrey Hamm : Claudia
- Delfine Rouffignac : Clara Olivier
- Renaud Roussel : Victor Chatel, de son vrai nom Frédéric Guilmet
- Serge Gisquière : Anthony
- Farouk Bermouga : Sébastien
- Fabien Baïardi : Simeoni
- Charles Lelaure : Léo
- Laurent Paris : Alexandre

## Synopsis
Un crime a lieu au bar de la plage du Saint Tropez, durant lequel sont visées Caroline Drancourt et sa famille.

## Épisodes
| № | #  | Titre                      | Réalisé par | Écrit par | Date de 1re diffusion |
| --- | -- | -------------------------- | ----------- | --------- | --------------------- |
| 17 | 1  | L'homme qui m'a perdue     |             |           | 2 février 2014        |
| Caroline veut comprendre pourquoi Peretti est encore vivant et ment sur son identité. Elle tente de convaincre sa sœur Émilie qu'Anthony est un menteur mais cette dernière finit par découvrir la vérité puis se met dans un excès de colère. Sylvain revient d’Afghanistan mais les retrouvailles avec son demi-frère Greg ne se déroulent pas dans la bonne humeur. |    |                            |             |           |                       |
| 18 | 2  | Ma sœur, la tueuse         |             |           | 9 février 2014        |
| Axelle, la nouvelle gérante du Saint-Tropez et Émilie découvrent, horrifiées, le corps inanimé d'un homme gisant sur le sable c'est celui d'Anthony alias Charles Peretti. Mathias intervient sur la scène de crime : l'homme s'est pris une balle en plein cœur. Mathias interroge Émilie, Axelle, Caroline et Roxanne. Les premiers soupçons se portent sur Caroline : bien que Victor fournisse un alibi à la femme qu'il aime, l'arme du crime est retrouvée chez elle. Mathias la place en garde à vue. Mais le témoignage de Roxanne ouvre une nouvelle piste. Et l'arme du crime s'avère être celui d'Émilie ...                                                         |    |                            |             |           |                       |
| 19 | 3  | La mentaliste              |             |           | 16 février 2014       |
| À l'hôpital, lorsque Valentine se réveille après son accident de voiture, elle réalise qu'elle peut entendre ce que pensent les gens. Quand Sébastien vient la voir, elle devine ses pensées. Rien ne va plus entre eux au point que Sébastien se rapproche d'Axelle. |    |                            |             |           |                       |
| 20 | 4  | La première nuit           |             |           | 23 février 2014       |
| Depuis la mort de son père, Roxanne est au plus mal. Léo, un ami proche de Lisa, décide de l'aider à évacuer sa déprime. Il tente de lui changer les idées en lui parlant de sujets légers, et notamment des meilleures techniques de drague. Roxanne accepte de tester les nouveaux conseils de Léo sur un richissime client du cabaret, Alexandre. Les relations entre Greg et Sylvain se détériorent de jour en jour pour une histoire d'héritage. |    |                            |             |           |                       |
| 21 | 5  | Une affaire de robe        |             |           | 2 mars 2014           |
| Forte de son nouveau don, Valentine l'utilise à tout va : pour aider son médecin à déclarer sa flamme à une infirmière, ou encore pour faire comprendre à un couple de futurs mariés qu'ils ne s'aiment pas vraiment. Sébastien a de plus en plus de mal à comprendre le comportement étrange de sa femme. Du côté de l'enquête, Hélène Evans est interrogée à propos du meurtre, Tom récupère des enregistrements du cousin de sa voisine et sur ceux-ci le soir du meurtre, on peut apercevoir une femme de dos qui ressemble étrangement à Caroline ... |    |                            |             |           |                       |
| 22 | 6  | Méprises                   |             |           | 9 mars 2014           |
| Greg, qui a mis en place un nouveau show pour le cabaret, entreprend de coacher Claudia pour que tout soit parfait. Mais c'est sans compter sur Sylvain, qui entraîne Claudia dans des soirées alcoolisées à répétition. Plus les jours passent, et plus Claudia est épuisée, ce qui n'arrange pas les rapports entre les deux frères. Lors de la première représentation, Claudia chute violemment, Sylvain et Greg l'emmènent à l'hôpital mais Claudia de son lit apprend que Sylvain la quitte. Roxanne de son côté est tiraillée entre Léo et Alexandre même si ce dernier a appris de la part de Lisa que Roxanne n'est pas celle qu'elle prétend être.                    |    |                            |             |           |                       |
| 23 | 7  | Escroqueries sentimentales |             |           | 16 mars 2014          |
| Alexandre présente Roxanne à sa mère, mais la rencontre se passe mal. Lorsqu'ils vont voir Valentine pour organiser les fiançailles, celle-ci entend le fond de la pensée de la mère d'Alexandre. Elle entreprend de l'aider à briser ce mariage. À force de discussion avec Alexandre, Valentine parvient à le faire douter et il décide de repousser les fiançailles. Dans le même temps, Émilie pourrait être disculpée pour le meurtre de Peretti. |    |                            |             |           |                       |
| 24 | 8  | L'amour pour cible         |             |           | 22 mars 2014          |
| Émilie est libérée de prison, au grand soulagement pour Caroline, mais l'identité du meurtrier de Peretti reste inconnue. Caroline rompt avec Victor. Mathias a pris ce dernier en grippe et trouve un élément qui le rend suspect. Mais il fait tomber l'alibi de Caroline le soir du meurtre : il prétend avoir menti pour la couvrir. En parallèle, Tom reçoit une offre de stage dans un des meilleurs cabinets de New York et Axelle a une discussion en prison avec Hélène Evans. |    |                            |             |           |                       |
| 25 | 9  | L'amour dans le sang       |             |           | 29 mars 2014          |
| Caroline sait maintenant qu'elle peut avoir confiance en Mathias et s'abandonne dans un amour passionnel et réciproque, ce qui déplaît à Victor son ex qui espère la reconquérir et pour cela va mener l'enquête sur le meurtre de Peretti pour montrer qu'il est meilleur que Mathias. Au parloir, Hélène apprend les vraies circonstances de la mort de son père de la bouche d'Axelle. Marc Evans n'est pas mort d'une crise cardiaque, il a été poussé au suicide. Il se savait menacé et a perdu pied. Hélène doit donner une interview à Victor et elle avait prévu de s'excuser mais Axelle la persuade du contraire. Victor se rapproche de la vérité et Axelle le tue. |    |                            |             |           |                       |
| 26 | 10 | Soupçons                   |             |           | 5 avril 2014          |
| Caroline a écouté le message de Victor. Elle se rend chez lui et le découvre mort gisant dans une mare de sang. Elle appelle immédiatement Mathias mais il doit mentir aux autres policiers pour la protéger car elle redevient la suspect numéro 1 dans l'affaire Peretti. Pendant ce temps, Valentine a dû mal à résister au charme de son nouveau prétendant. |    |                            |             |           |                       |
| 27 | 11 | Espoirs                    |             |           | 12 avril 2014         |
| Depuis l'accident de Claudia, Greg lui rend chaque jour visite à l'hôpital contrairement à Sylvain qui a fui ses responsabilités au moment où celle qui l'aimait avait le plus besoin de lui. Greg est déterminé à retrouver Sylvain, il le retrouve dans une bergerie et Sylvain lui raconte son passé en Afghanistan et il l'avoue que ce qui arrive à Claudia est en partie sa faute tout comme le décès du jeune homme avec qui il a sympathisé pendant la guerre. En parallèle, Clara commence sa carrière dans la médecine et Léo s'avérera être son plus grand soutien que ce soit au niveau personnel et professionnel.                                                 |    |                            |             |           |                       |
| 28 | 12 | L'impasse                  |             |           | 19 avril 2014         |
| À la suite de l'interrogatoire de Caroline, Simeoni est persuadé qu'elle est coupable du meurtre de Victor. De son côté, Mathias fait tout pour la protéger, quitte à mentir à son supérieur, Vallejo. Clara rompt avec Zach. |    |                            |             |           |                       |
| 29 | 13 | Femmes sous influence      |             |           | 26 avril 2014         |
| Émilie tente de faire le deuil de la mort d'Anthony mais son passage en prison l'a mise au plus mal. A bout de nerfs, elle n'est plus capable d'avoir goût à la vie. C'est alors qu'Axelle entre en action : elle fait tout pour réconforter Émilie, se rapprocher d'elle dans le but de l'éloigner de ses proches et surtout de Caroline qui selon elle, est la cause de tous ses maux. Valentine a le cœur qui balance entre Sébastien, son mari depuis 3 ans et Arnaud avec qui, elle a une relation fusionnelle mais plus tard, on apprend qu'Arnaud est un escroc qui a détourné des fonds.                                                                                |    |                            |             |           |                       |
| 30 | 14 | Vertiges                   |             |           | 3 mai 2014            |
| Axelle révèle son plan à Hélène au parloir de la prison : elle compte en finir avec Caroline en l'empoisonnant. Dès le lendemain, Axelle met son plan à exécution et Caroline a des sensations étranges, des vertiges. Elle en parle à Lisa, qui est venue la voir. Celle-ci lui conseille de consulter un médecin mais Caroline ne veut rien entendre mais plus tard, elle s'effondre et Mathias la sauve de la crise cardiaque. |    |                            |             |           |                       |
| 31 | 15 | Retrouvailles              |             |           | 10 mai 2014           |
| Clara et Léo décident de devenir amis et de ne pas aller plus loin dans leur relation, Léo a donc le champ libre pour conquérir Roxanne. Entre-temps, l'enquête avance et une certaine Marianne Simon éveille les soupçons jusqu'à ce que Caroline en déduit qu'il s'agit d'Axelle. La tueuse est activement recherchée. |    |                            |             |           |                       |
| 32 | 16 | Course contre la mort      |             |           | 17 mai 2014           |
| La police qui est à la recherche d'Axelle assure la surveillance des routes et des aéroports pour la retrouver mais sans résultat. Mathias fait pression sur Hélène Evans pour qu'elle lui dise tout ce qu'elle sait sur Axelle. Celle-ci de son côté torture Caroline et veut la faire mourir de la même façon que son ancien amant. La police retrouve Axelle, celle-ci se tire une balle sur elle-même, elle est désormais dans le coma alors que l'on croît que la sérénité est revenue à Saint-Tropez, Mathias reçoit une balle et Lisa, Émilie et Caroline paniquent. |    |                            |             |           |                       |

## Audiences
| Épisodes   | Date diffusion  | Téléspectateurs | Parts de marché globale - Ménagères |
| ---------- | --------------- | --------------- | ----------------------------------- |
| Épisode 1  | 2 février 2014  | 491 000         | 1,9 % - 3,9 %                       |
| Épisode 2  | 9 février 2014  | 401 000         | 1,6 % - ?                           |
| Épisode 3  | 16 février 2014 | 488 000         | 1,8 % - 2,9 %                       |
| Épisode 4  | 23 février 2014 | 367 000         | 1,4 % - 2,4 %                       |
| Épisode 5  | 2 mars 2014     | 389 000         | 1,5 % - 1,9 %                       |
| Épisode 6  | 9 mars 2014     | 486 000         | 1,9 % - ?                           |
| Épisode 7  | 16 mars 2014    | 404 000         | 1,5 % - 2,9 %                       |
| Épisode 8  | 22 mars 2014    | 200 000         | 1,4 % - 2,1 %                       |
| Épisode 9  | 29 mars 2014    | 350 000         | 2,1 % - 5,7 %                       |
| Épisode 10 | 5 avril 2014    | 350 000         | 2,5 % - 5,6 %                       |
| Épisode 11 | 12 avril 2014   | 350 000         | 2,5 % - ?                           |
| Épisode 12 | 19 avril 2014   |                 |                                     |
| Épisode 13 | 26 avril 2014   |                 |                                     |
| Épisode 14 | 3 mai 2014      |                 |                                     |
| Épisode 15 | 10 mai 2014     |                 |                                     |
| Épisode 16 | 17 mai 2014     |                 |                                     |
| Moyenne    |                 |                 |                                     |